# Piroscsőrű szövőmadár
A piroscsőrű szövőmadár vagy vöröscsőrű szövőmadár (Quelea quelea) a madarak (Aves) osztályának verébalakúak (Passeriformes) rendjébe, ezen belül a szövőmadárfélék (Ploceidae) családjába tartozó faj.

## Rendszerezése
A fajt Carl von Linné svéd természettudós írta le 1758-ban, az Emberiza nembe Emberiza quelea néven.

## Alfajai
- Quelea quelea aethiopica (Sundevall, 1850)
- Quelea quelea lathami (A. Smith, 1836)
- Quelea quelea quelea (Linnaeus, 1758)[2]

## Előfordulása
A Szaharától délre Afrika legtöbb részén honos. Természetes élőhelyei a szubtrópusi és trópusi gyepek, szavannák és cserjések, valamint legelők. Állandó, nem vonuló faj.

## Megjelenése
Testhossza 12 centiméter, testtömege 15–26 gramm. A nászidőn kívül a hím barnás tollazata hasonlít a tojóéra. A hímet ekkor csak piros csőréről lehet felismerni. A költési időszak elején alakul ki a hímnél a fekete „álarc”, valamint a piros elszíneződés a feje tetején és a mellén. A tojó tollazata barnás-homokszínű, hasonlít a verébére. Csőre rövid, kúpos, alkalmas magvak kicsippentésére és feltörésére.
|  |  |

## Életmódja
A piroscsőrű szövőmadár nagy csapatokban él. Tápláléka vadon élő fűfélék és termesztett gabonafélék magvai. A madarak közül valószínűleg ez a faj a legjelentősebb mezőgazdasági kártevő a világon. Körülbelül 2-3 évig él.
|  |

## Szaporodása
Az ivarérettséget egyéves korban éri el. A költési időszak az esős évszak kezdetétől, a helytől függően változó. A fészek fűből szőtt tojásdad alakú építmény, mely faágon lóg. A hím kezdi az építést és a tojóval együtt fejezi be. A fészekalj 2-4 halványkék tojásból áll. Ezeken a tojó 12 napig kotlik. A fiatal madarak 2 hét után repülnek ki.
|  |

## Természetvédelmi helyzete
Az elterjedési területe rendkívül nagy, egyedszáma pedig stabil. A Természetvédelmi Világszövetség Vörös listáján nem fenyegetett fajként szerepel.